# Gran Premio motociclistico di Madrid

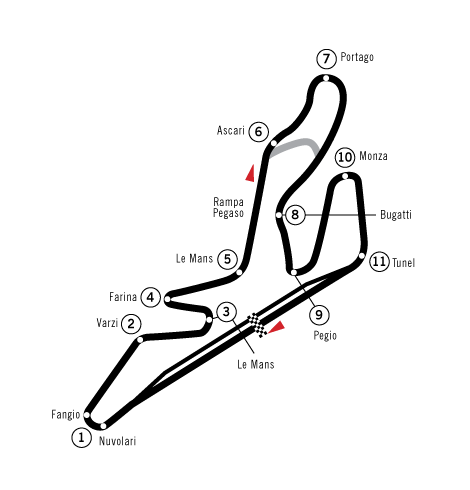

Il Gran Premio motociclistico di Madrid è stato un appuntamento del motomondiale che si è svolto solo nel 1998, sul circuito permanente del Jarama. Questa unica edizione è stata organizzata in sostituzione del Gran Premio motociclistico del Portogallo che non si era potuto tenere a causa della mancata omologazione del circuito di Estoril.

## Vincitori
| Anno | Circuito | 125                       | 250                      | 500                  | Resoconto |
| ---- | -------- | ------------------------- | ------------------------ | -------------------- | --------- |
| 1998 | Jarama   | Lucio Cecchinello (Honda) | Tetsuya Harada (Aprilia) | Carlos Checa (Honda) | Resoconto |